# Association Football
Die englische Bezeichnung Association Football (deutsch wörtlich Assoziationsfußball oder Verbandsfußball) steht für das Fußballspiel nach den Regeln der englischen Football Association (FA), des ersten Fußballverbands der Welt. Das Regelwerk dazu entstand im Jahr 1863. Mit Association Football ist demnach das gemeint, was im deutschsprachigen Raum schlicht unter Fußball verstanden wird.
Die Bezeichnung wird vor allem dann verwendet, wenn der Fußball vom American Football, Australian Football, Canadian Football, Gaelic Football oder Rugby Football abgegrenzt werden muss. Im 19. Jahrhundert spielten die meisten kontinentaleuropäischen Fußballklubs anfänglich Rugby.
Der im Englischen verwendete Begriff Soccer leitet sich als Kurzform von Association ab und wird in vielen englischsprachigen Ländern verwendet. Die Verbreitung ist dabei allerdings unterschiedlich. Während in den meisten europäischen Ländern mit englischer Muttersprache heute Football geläufiger ist, ist Soccer in den Vereinigten Staaten, Australien, Neuseeland und den restlichen Staaten des britischen Commonwealth weiter verbreitet. 
Die französische Form der Bezeichnung Association Football ist Football Association; diese steht hinter der Abkürzung des Weltfußballverbands FIFA (französisch Fédération Internationale de Football Association „Internationaler Verband des Association Footballs“) und in der Beschreibung dessen Vereinszwecks im Handelsregister Zürich.